# Breuches
Breuches – miejscowość i gmina we Francji, w regionie Burgundia-Franche-Comté, w departamencie Górna Saona.
Według danych na rok 1990 gminę zamieszkiwało 859 osób, a gęstość zaludnienia wynosiła 94 osoby/km² (wśród 1786 gmin Franche-Comté Breuches plasuje się na 194. miejscu pod względem liczby ludności, natomiast pod względem powierzchni na miejscu 486.).